# Rhyssemus convexus
Rhyssemus convexus är en skalbaggsart som beskrevs av Bénard 1911. Rhyssemus convexus ingår i släktet Rhyssemus och familjen Aphodiidae. Inga underarter finns listade i Catalogue of Life.